# Tritone
Tritone é um projeto, iniciado em 1998, liderado pelos guitarristas brasileiros Sérgio "Serj" Buss, Edu Ardanuy (Dr. Sin) e Frank Solari.
Diferentemente do projeto G3 (liderado pelos guitarristas virtuosos norte-americanos Steve Vai e Joe Satriani) que é um projeto de shows, em que cada guitarrista faz uma apresentação solo reduzida, com sua banda, e que no final se juntam para uma jam, o "Tritone" é a união de três guitarristas que se propuseram a fazer um CD compondo juntos, interferindo nas idéias alheias e, mesmo nas canções criadas individualmente, todos aparecem com destaque.
O CD "Just For Fun (And Maybe Some More Money...)" (gravado em 1998), foi o primeiro CD deste projeto.
Atualmente, o guitarrista brasileiro Marcelo Barbosa, (do Khallice), substitui Solari, que encontra-se morando fora do Brasil.
Fazem parte deste projeto, ainda, o baterista Aquiles Priester (que toca bateria na turne ao vivo), e o baixista Sergio Carvalho.

## Discografia
- 1998 - Just For Fun (And Maybe Some More Money...)